# Yunaska Island
Yunaska Island (aleutisch: Chiĝulax̂) gehört zu den Aleuten, einer Inselkette zwischen Nordamerika und Asien, und ist die größte Insel der Islands of Four Mountains. Auf der 173 km² großen, 23 km langen und ca. 5,5 km breiten Insel gibt es zwei Vulkane, die durch ein Tal getrennt sind. Vom westlichen, einem 950 m hohen Schichtvulkan, ist bis heute noch kein Ausbruch bekannt. Der östliche, ein 500 m hoher Schildvulkan, ist nachweislich das letzte Mal 1937 ausgebrochen.